# پاتریک دوجیان
پاتریک دِوِجیان (ارمنی: Պատրիկ Դևեջյան؛ فرانسوی: Patrick Devedjian‎؛ ۲۶ اوت ۱۹۴۴ – ۲۹ مارس ۲۰۲۰) یک سیاست‌مدار ارمنی-فرانسوی از حزب اتحاد برای جنبش مردمی بود. وی در سال ۲۰۰۷ به ریاست شورای عمومی در شهرستان او-دو-سن رسید و جایگزین نیکولا سارکوزی شد.

## زندگی‌نامه
پدربزرگ پاتریک، گارگین دوجیان از ارمنی‌های ساکن عثمانی بود که در زمان نسل‌کشی ارمنی‌ها در سال ۱۹۱۵ میلادی به فرانسه گریخته بود. وی از دانشگاه پانتئون-آسا فارغ‌التحصیل شده و یکی از مخالفان پذیرش ترکیه در اتحادیه اروپا بود. پاتریک دوِجیان که در اواسط هفته سوم مارس تست کرونای او مثبت اعلام شد، بین جمعه‌شب و شنبه ۲۸ مارس ۲۰۲۰ در سن ۷۵ سالگی در آنتونی، او-دو-سن فرانسه بر اثر ابتلا به بیماری کروناویروس ۲۰۱۹ درگذشت.

## جوایز
- {  نشان افتخار جمهوری ارمنستان